# Torneo de Kitzbühel 2013
El Bet-At-Home Cup Kitzbühel 2013 es un torneo de tenis. Pertenece al ATP Tour 2013 en la categoría ATP World Tour 250. El torneo tendrá lugar en la ciudad de Kitzbühel, Austria, desde el 28 de julio hasta el 3 de agosto de 2013 sobre tierra batida.

## Cabezas de serie

### Masculino
| Preclasificado | Tenista               | Ranking |
| 1              | Philipp Kohlschreiber | 23      |
| 2              | Juan Mónaco           | 30      |
| 3              | Fernando Verdasco     | 32      |
| 4              | Jürgen Melzer         | 34      |
| 5              | Carlos Berlocq        | 43      |
| 6              | Roberto Bautista-Agut | 48      |
| 7              | Albert Montañés       | 49      |
| 8              | Marcel Granollers     | 51      |

- Los cabezas de serie, están basados en el ranking ATP del 22 de julio de 2013.

### Dobles masculinos
| Tenista                         | Ranking | Preclasificada |
| František Čermák Lukáš Dlouhý   | 78      | 1              |
| Daniele Bracciali Filip Polášek | 88      | 2              |
| Oliver Marach Fernando Verdasco | 103     | 3              |
| Martin Emmrich Christopher Kas  | 107     | 4              |

- Los cabezas de serie, están basados en el ranking ATP del 22 de julio de 2013.

## Campeones

### Individual Masculino
Marcel Granollers venció a  Juan Mónaco por 0-6, 7–6, 6–4

### Dobles Masculino
Martin Emmrich  /  Christopher Kas vencieron a  Frantisek Cermak /  Julian Knowle por 6-4, 6-3